# Michele Brown
Michele Brown (Australia, 3 de julio de 1939) fue una atleta australiana, especializada en la prueba de salto de altura en la que llegó a ser subcampeona olímpica en 1964.

## Carrera deportiva
En los JJ. OO. de Tokio 1964 ganó la medalla de plata en el salto de altura, con un salto por encima de 1.80 metros, tras la rumana Iolanda Balaş que batió el récord olímpico con 1.90 m, y por delante de la soviética Taisia Chenchik (bronce con 1.78 m).